# 丽江粉背蕨
丽江粉背蕨（学名：Aleuritopteris likiangensis）为中国蕨科粉背蕨属下的一个种。

## 扩展阅读
- 維基物種上的相關：丽江粉背蕨